# Dominique Barouch
Dominique Barouch, née le 19 mai 1960 à Tunis (Tunisie), est une réalisatrice française de cinéma, de télévision et de tous supports audiovisuels.

## Biographie
Dominique Barouch décroche d’abord le diplôme de l’Institut d'études politiques de Paris en 1983 avant de partir étudier le journalisme à la New York University, où elle obtient un Master of Arts en 1985.
Elle commence sa vie professionnelle en devenant journaliste salariée au journal Le Monde. Elle y reste deux ans avant de créer son agence de presse K Presse et s’installer à Séoul (Corée) pour couvrir l’actualité du pays pendant les 18 mois précédant les Jeux olympiques d'été de 1988. Elle devient ainsi la correspondante du quotidien Libération. C’est là qu’elle réalise son premier reportage pour France 2 et publie son premier roman policier Meurtres aux JO. Un roman qui non seulement fictionne la réalité, mais en plus invente une histoire qui n’est pas encore écrite puisqu'il a été publié avant les Jeux olympiques d'été de 1988 qu'il raconte néanmoins. Décrivant les coulisses du monde sportif et surtout les aspects les plus secrets de la vie en Corée du Sud, le polar n’a pu être à l’époque publié qu’à la condition d’utiliser le pseudonyme de Dominique Kim.
Après la chute du Mur de Berlin en 1989, elle lance depuis Paris une publication hebdomadaire la Lettre de l’Europe de l’Est, sur l’actualité économique dans les anciens pays du bloc communiste, en même temps qu’elle écrit son second livre, Le Manuel stratégique du repas d’affaires, aux Editions Belfond.
En participant à la création d’Euronews, en 1992 à Lyon, elle tourne la page de la presse écrite pour se lancer dans l’audiovisuel. Elle part réaliser plusieurs reportages en Russie, en République de Macédoine ou en Albanie, puis de couvrir l’actualité européenne. En 1996, elle réalise de nombreux reportages pour des magazines de France 3, Arte et TV5 Monde, avant de rejoindre la rédaction de France 2.
Son départ pour l'île de La Réunion en 2002 lui permet de se consacrer au cinéma documentaire. Elle réalise son premier long-métrage « Une autre Histoire de France » (titre créole « À l'école des Gramounes »),,, sorti en salles en octobre 2006. Le film, produit par la société Ciné Horizon, a été co-produit par l'association "Le Jour de la Baleine". La bande originale du film a été créée par Pat'Jaune, un groupe de musiciens réunionnais.
À force de côtoyer les baleines, elle a décidé d'en faire les héroïnes d'un court-métrage La Baleine et Moi, l'histoire de l'étrange rencontre entre une femme sirène et une maman baleine.
Elle travaille depuis 2013 sur Quai des Indes, projet sur la commémoration du 350e anniversaire de la Compagnie Française des Indes Orientales. Le projet est porté par "Le Jour de la Baleine", association dont elle est la présidente.
En janvier 2014, elle a été nommée au grade de Chevalier des Arts et des Lettres.

## Filmographie
- 2012 : La Baleine et Moi, 12 minutes, production "Le Jour de la Baleine".
- 2006 : Une Autre Histoire de France (À l'école des Gramounes), 93 minutes, production "Ciné Horizon", co-production "Le Jour de la Baleine".

## Festivals
- La Baleine et Moi[9] a été sélectionné au Richmond French Film Festival[10], au Teheran Short Film Festival, ainsi qu'au Short Film Corner du Festival de Cannes 2013 [11].

- À l'école des Gramounes / Une Autre Histoire de France a été sélectionné aux festivals : Mostra Africa Hoje 2013 (Brésil), Vues d'Afrique 2008 (Canada), IIFF - International Images Film Festival for Women 2007 (Zimbabwe), Festival du film d'Afrique et des îles (île de La Réunion) 2007, Dockanema (Mozambique) 2007 et présenté au Durban International Film Festival[12] (Afrique du Sud). Le film a été coproduit par Le Jour de la Baleine, qui en assure aujourd’hui la distribution.

## Publications
- Meurtres aux JO, Calmann-Lévy
- Le Manuel stratégique du repas d’affaires, éditions Belfond, 1991
- Guide Vert de la Tunisie, Michelin, 1998

## Distinctions
- Chevalier de l'ordre des Arts et des Lettres

### Vidéos
- [vidéo] À l'École des Gramounes : Une Autre Histoire de France sur Dailymotion
- [vidéo] « À l'École des Gramounes : Une Autre Histoire de France », sur YouTube